# Rrom p-o Drom
Rrom p-o Drom – pierwsze w Polsce pismo Romów-Cyganów, wydawane od 1990 roku w Białymstoku jako miesięcznik. Zajmuje się życiem i kulturą społeczności romskiej w Polsce. 
Czasopismo jest wydawane częściowo w języku romskim a częściowo po polsku. Redaktorem naczelnym i założycielem pisma Rrom p-o Drom był Stanisław Stankiewicz. Pismo stara się poruszać najbardziej istotne kwestie i problemy związane z życiem i działalnością społeczności romskiej, w kraju i za granicą. Zajmuje się, między innymi, problematyką asymilacji Romów oraz zachowywaniem romskich tradycji i kultury. Stara się przełamywać istniejące podziały i uprzedzenia. Rrom p-o Drom przedstawia sprawy aktualne, nurtujące polskich Romów, lecz nie zapomina także o przeszłości i publikuje artykuły opisujące romską historię. Istotną częścią każdego numeru Rrom p-o Drom są teksty prezentujące romską kulturę: sylwetki muzyków, poetów, pisarzy, recenzje płyt i książek, anonsy zapowiadające wydarzenia kulturalne i nowości wydawnicze. Na łamach Rrom p-o Drom można znaleźć też poezję i krótkie formy literackie.

## Historia
Pierwszy numer Rrom p-o Drom ukazał się z okazji IV Światowego Kongresu International Romani Union. Kongres odbywał się w dniach 7-12 kwietnia 1990 roku w Jadwisinie pod Warszawą. Uczestniczyło w nim ponad 200 delegatów romskich z całego świata. Miesięcznik jest jednym z pierwszych pism w Europie wydawanych zarówno w języku romskim, jak i polskim. 12 czerwca 1994 roku w konkursie dla prasy lokalnej, w  którym uczestniczyło ponad 200 czasopism, Instytut na rzecz Demokracji w Europie Wschodniej przyznał redakcji Rrom p-o Drom III. nagrodę. Miesięcznik uzyskał również inne nagrody, także zagraniczne.
Pismo wydawane było w języku litewskim, białoruskim, ukraińskim i rosyjskim. Miało wielu swoich czytelników w kraju i poza jego granicami. Redakcja Rrom p-o Drom była organizatorem wielu imprez artystycznych, a także patronowała wielu inicjatywom na rzecz społeczności romskiej.